# خلعت

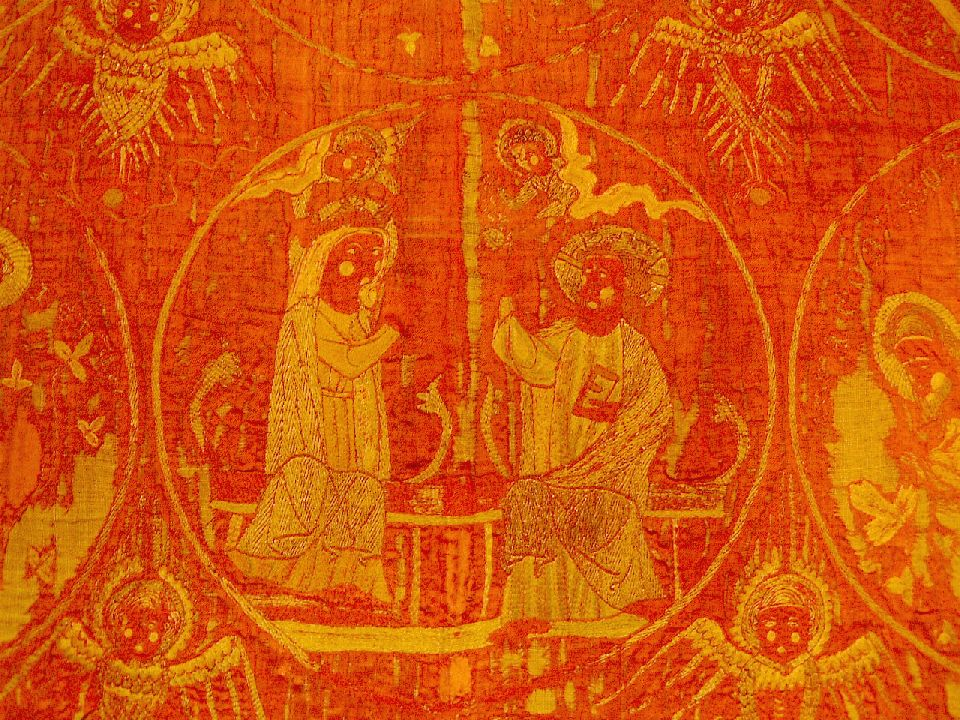
خلعتی ساخته‌شده از ابریشم سرخ و گلدوزی زرد

خلعت گونه‌ای پوشش از پارچهٔ ابریشمینِ زربفت و مجلل بود که در قرون وسطی پوشیده می‌شد. در بافتِ پارچهٔ آن اغلب طلا و نقره بکار می‌رفت.
خلعت به سبب انتساب آن به خلیفه یا سلطان، همواره مایه افتخار گیرنده آن بوده و در واقع خلیفه یا سلطان با خلعت بخشیدن به کارگزاران بر آنان منّت می‌نهاد و آنان نیز این منّت را با افتخار می‌پذیرفتند.
جعل واژه تشریف -که ظاهرآ جدیدتر از اصطلاح خلعت است- برای معنای خلعت، گویای همین جنبه افتخارآمیز بودنِ خلعت است. چه، گیرنده خلعت با دریافت آن شرف و فضیلت می‌یافته است. در واقع، هر کدام از این دو واژه با نظر بر محدوده معناییِ معیّنی از رسم خلعت‌بخشی وضع شده‌اند. خلعت ناظر به نوع آن که معمولاً جامه است و تشریف ناظر بر جنبه شرافت بخشی و افتخارآمیز آن است.